# Mode X
Le Mode X est un mode non documenté du VGA de définition 320 × 240 × 8 (256 couleurs). Il a permis, au début des années 1990, d'accélérer les animations et a participé à l'amélioration des jeux vidéos sur PC.

## Historique
À la fin des années 1980, de nombreux programmeurs avaient découvert qu'en invoquant le mode 13h par un appel système de MS-DOS, et en réglant la définition d'écran par les registres internes, on débloquait sur les cartes VGA un mode graphique aux possibilités nouvelles ; mais le premier à l'avoir popularisé, en le documentant et le baptisant « mode X », est Michael Abrash dans les colonnes du site DR. DOBB’S, au mois de juillet 1991.  Il fut, ensuite, très souvent utilisé dans les jeux vidéo des ordinateurs PC de l'époque.
Les avantages de ce mode, par rapport au mode 13h standard sont, de posséder des pixels parfaitement carrés à l'écran, ainsi qu'un accès à une réserve dans la mémoire VGA. Cette réserve est suffisante pour implémenter de nombreuses techniques, impossible dans le mode 13h, comme le double-buffering, les tampons logiques, les images invisibles, etc. Ce mode est un dérivé du mode 13h mais avec une configuration des registres de la carte VGA de façon à permettre l'écriture en parallèle sur les quatre plans de 64 kilooctets du VGA où un octet, dans un plan, représente un pixel indépendant dans l'espace. Ainsi, l’écriture d'un octet en mémoire permet l'affichage de 4 pixels adjacents où chaque pixel est contrôlé par un plan.    
La définition verticale est obtenue en configurant les registres du moniteur vidéo comme pour un mode de définition vertical de 480 lignes, mais en activant le double scanning et ainsi diviser par deux la définition verticale, de la même façon que pour le mode 13h, pour obtenir 240 lignes verticales. Il existe beaucoup d'autres modes non documentés du VGA.  Ces modes sont parfois également appelés mode X.